# Барвинок (Закарпатская область)
Барвинок (укр. Барвінок) — село в Баранинской сельской общине Ужгородского района Закарпатской области Украины.
Население по переписи 2001 года составляло 413 человека. Занимает площадь 0,003 км².
В письменных источниках с XIII по XV век село известно под названием «Ninaj». Лишь с XVI века стало употребляться название Минай, которая вытеснила первоначальную Нинай. Со второй половины XIII века село принадлежало шляхтичам Фелицию, Егедию, Яну, о чём говорится в грамоте от 1273 года. В 1427 году жители Миная были обложены от 13 порт. В XVI веке значительно сократилось количество крестьянских хозяйств. В 1599 году в Минае насчитывалось 5 зависимых хозяйств и усадьба землевладельца. Во второй половине XVIII века в селе были две церкви — кальвинистская и греко-католическая. Это является свидетельством того, что в селе тогда жили венгры и русины.